# Doborgaz
Doborgaz (szlovákul Dobrohošť) község  Szlovákiában, a Nagyszombati kerületben, a Dunaszerdahelyi járásban.

## Fekvése
Dunaszerdahelytől 20 km-re nyugatra fekszik.
A bősi vízierőmű építésekor a falu a Duna és a Duna-csatorna közé került, mely elvágta a szomszédos Bacsfa községtől és Somorja környékétől. Ma csak Bősön keresztül lehet megközelíteni, így Dunaszerdahelytől 32 km távolságban van.

## Története
1238-ban említik először.
Vályi András szerint "DOBORGAZ. Magyar falu Poson Vármegyében, ’s a’ Nemes Vajka Székhez tartozik, földes Ura az Esztergomi Érsekség, lakosai katolikusok, fekszik a’ Csalóközben, Vajkának szomszédságában, ’s ennek filiája, Somorjátol sem meszsze, határja jó termékenységű, vagyonnyai szépek, fája szűken, réttyei jók, első Osztálybéli.
" 
Fényes Elek szerint "Doborgaz, Pozson m. magyar falu, az öreg Duna bal partján. Vajkához egy fertálynyira. Lakja 691 k., 1 ref., 32 zsidó. Legelője a Duna szigeteiben igen sok; fája, rétje elég; szántóföldje kevés; a Dunán malmokat bir. Itt sok gelyvás találtatik, s aranyat mosnak némelly szegények. A vajkai praedialis székhez tartozik.
" 
A trianoni békeszerződésig Pozsony vármegye Somorjai járásához tartozott. A községet a trianoni határ kettévágta, Magyarországon maradt részéből alakították ki 1921-ben Doborgazsziget községet, amely ma Dunasziget része.

## Népessége
| Év:            | 1994. | 2004.   | 2014.    | 2024.    |
| -------------- | ----- | ------- | -------- | -------- |
| Emberek száma: | 381   | 371     | 457      | 529      |
| Eltérés:       |       | -2,62 % | +23,18 % | +15,75 % |

| Év:            | 2023. | 2024.   |
| -------------- | ----- | ------- |
| Emberek száma: | 511   | 529     |
| Eltérés:       |       | +3,52 % |

1880-ban 715 lakosából 682 magyar és 3 szlovák anyanyelvű volt.
1890-ben 753 lakosából 737 magyar és 2 szlovák anyanyelvű volt.
1900-ban 738 lakosából 733 magyar anyanyelvű volt.
1910-ben 829 lakosából 825 magyar anyanyelvű volt.
1921-ben 669 lakosából 642 magyar és 14 csehszlovák volt.
1930-ban 640 lakosából 585 magyar és 38 csehszlovák volt.
1941-ben 693 lakosából 691 magyar és 1 szlovák volt.
1970-ben 651 lakosából 636 magyar és 12 szlovák volt.
1980-ban 559 lakosából 539 magyar és 18 szlovák volt.
1991-ben 421 lakosából 403 magyar és 15 szlovák volt. 
2001-ben 336 lakosából 307 magyar és 29 szlovák volt.
2011-ben 428 lakosából 299 magyar és 109 szlovák volt.
2021-ben 517 lakosából 258 (+7) magyar, 236 (+7) szlovák, 1 cigány, (+1) ruszin, 7 (+2) egyéb és 15 ismeretlen nemzetiségű volt.